# Schwall (Gemeinde Friesach)

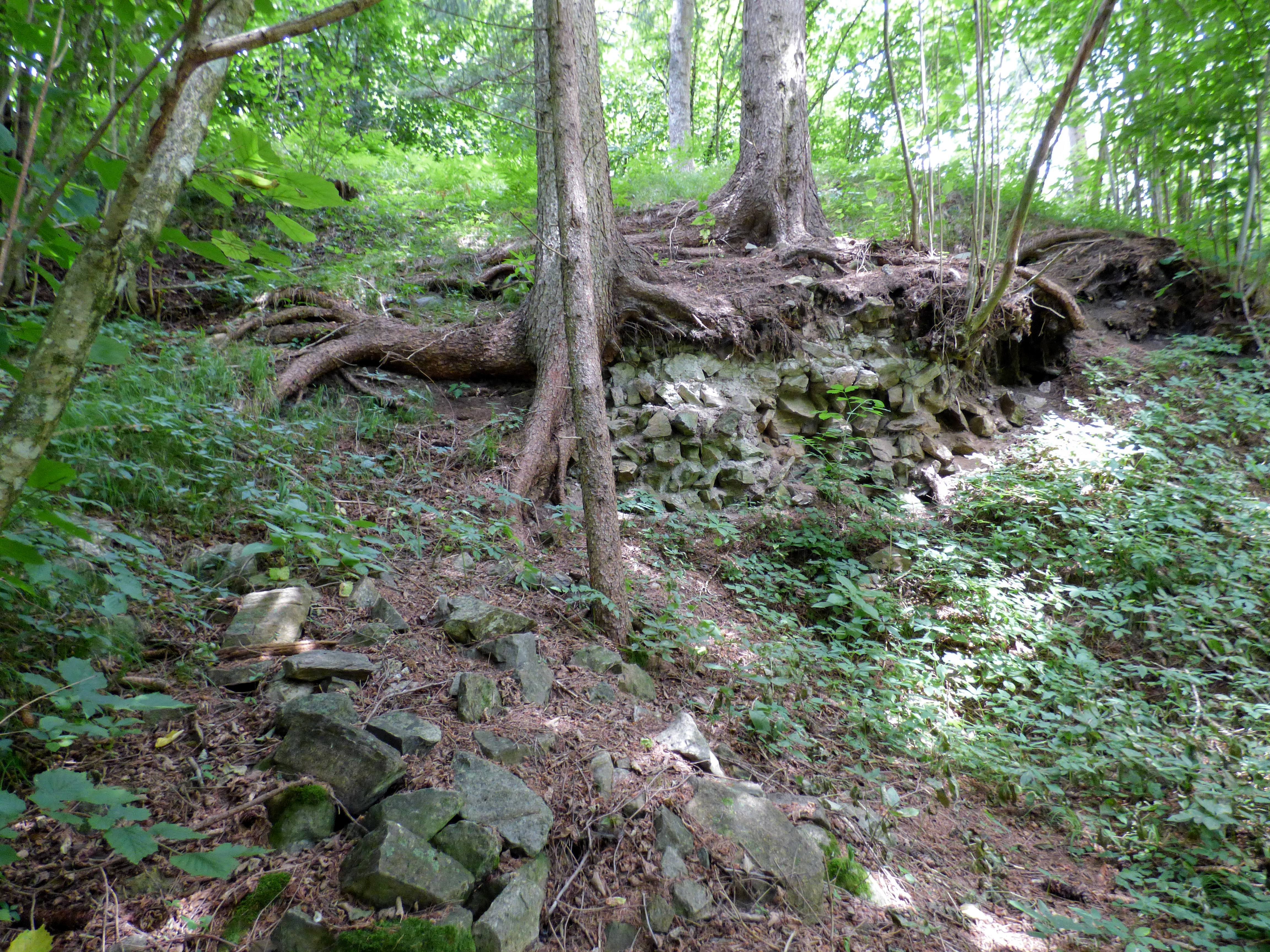
Mauerrest der Hemmaburg

Schwall ist eine Ortschaft in der Gemeinde Friesach im Bezirk Sankt Veit an der Glan in Kärnten (Österreich). Die Ortschaft hat 43 Einwohner (Stand 1. Jänner 2024). Sie liegt auf dem Gebiet der Katastralgemeinde Zeltschach.

## Lage
Schwall liegt im Norden des Bezirks Sankt Veit an der Glan, im Guttaringer Bergland, im Graben des Zeltschacher Bachs bzw. Heisleinbachs. Auch die Häuser hinter dem Grafendorfer Reidenwirt gehören zu Schwall. Der Ort erstreckt sich also über etwa ½ bis 2 ½ km Entfernung südlich von Zeltschach.
In der Ortschaft werden die folgenden Hofnamen geführt: Schwallmühle (Haus Nr. 1), Schwallbauer (Nr. 2), Minichbauer (Nr. 3), Gronald/Virhorn (Nr. 5), Vierhornmühle (Nr. 6), Raggele/Ragele (Nr. 7), Gschmeichler (Nr. 9), Knotzer (Nr. 10), Grundner (Nr. 13) und Tschare (Nr. 15).

## Geschichte
Im Bereich von Schwall liegen rechtsseitig in der Klamm über dem Zeltschacher Bach die spärlichen Reste einer kleinen hoch- oder gar frühmittelalterlichen Befestigung, im Volksmund Hemmaburg genannt.
Auf dem Gebiet der Steuergemeinde Zeltschach liegend, gehörte Schwall in der ersten Hälfte des 19. Jahrhunderts zum Steuerbezirk Dürnstein. Bei Gründung der Ortsgemeinden im Zuge der Reformen Mitte des 19. Jahrhunderts kam Schwall an die Gemeinde Friesach. 1890 spaltete sich die Gemeinde Zeltschach von der Gemeinde Friesach ab, Schwall gehörte dadurch zur Gemeinde Zeltschach. Mit Jahreswechsel 1972/73 kam Zeltschach samt Schwall wieder an die Gemeinde Friesach.

## Bevölkerungsentwicklung
Für die Ortschaft ermittelte man folgende Einwohnerzahlen:
- 1869: 15 Häuser, 94 Einwohner[3]
- 1880: 13 Häuser, 85 Einwohner[4]
- 1890: 13 Häuser, 98 Einwohner[5]
- 1900: 13 Häuser, 72 Einwohner[6]
- 1910: 12 Häuser, 68 Einwohner[7]
- 1923: 11 Häuser, 53 Einwohner[8]
- 1934: 61 Einwohner[9]
- 1961: 12 Häuser, 67 Einwohner[10]
- 2001: 16 Gebäude (davon 14 mit Hauptwohnsitz) mit 18 Wohnungen; 62 Einwohner und 2 Nebenwohnsitzfälle; 16 Haushalte; 1 Arbeitsstätte, 8 land- und forstwirtschaftliche Betriebe[11]
- 2011: 16 Gebäude, 54 Einwohner, 15 Haushalte, 1 Arbeitsstätte[12]
- 2021: 17 Gebäude, 48 Einwohner, 17 Haushalte, 4 Arbeitsstätten[13]